# Fludrocortisona
La fludrocortisona (también llamada 9-alfa-fluorocortisol) es un corticoesteroide sintético con moderada acción glucocorticoide y mucha mayor potencia mineralcorticoide. Sus efectos se circunscriben a la retención de sodio y vasoconstricción.
Se usa para reemplazar las hormonas esteroides producidas normalmente por la glándula suprarrenal, que fallan principalmente en la enfermedad de Addison y los síndromes donde se pierden cantidades excesivas de sodio en la orina. Las acciones farmacológicas son similares a las de la aldosterona, un mineralocorticoide endógeno. La actividad para la retención de sodio de fludrocortisona es mayor que la hidrocortisona. La fludrocortisona no tiene una actividad glucocorticoide significativa a dosis terapéuticas.

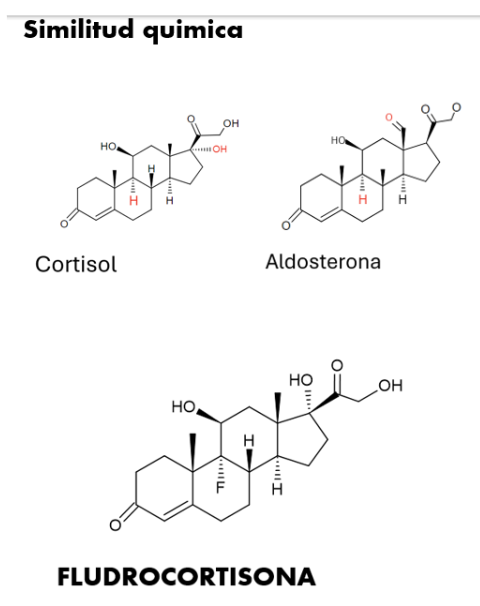
Similitud química entre las moléculas de Fludrocortisona, Cortisol y Aldosterona

## Historia
La fludrocortisona, también conocida como 9-alfa-fluorocortisol, es un corticosteroide sintético que se sintetizó por primera vez en 1954 por investigadores de la compañía farmacéutica Merck & Co.
El desarrollo de la fludrocortisona se basó en la investigación previa sobre la hidrocortisona, otro corticosteroide sintético que se había sintetizado en 1950. Los científicos de Merck buscaban crear un análogo de la hidrocortisona con mayor actividad mineralocorticoide y menor actividad glucocorticoide. La fludrocortisona resultó ser diez veces más potente que la aldosterona, la hormona natural que regula el equilibrio de sodio y agua en el cuerpo.

## Nombres comerciales
- Florinef (en Estados Unidos)
- Lonikán (en Argentina)
- Astonín (en España)

## Farmacocinética

### Vías de administración
Este fármaco tiene una vía de administración Oral 

### Absorción
La fludrocortisona una vez se administra por vía oral, se absorbe rápidamente en el tracto gastrointestinal. Las concentraciones plasmáticas máximas se alcanzan en 1.5 horas, el fármaco circulante se une ampliamente a la albúmina de las proteínas plasmáticas y a la transcortina. La disponibilidad de la fludrocortisona en el plasma después de una dosis oral única de 0.1 mg oscilan entre 20 y 40 ng/ml, disminuyendo gradualmente a lo largo del día, con niveles basales que se alcanzan en aproximadamente 24 horas.
Las concentraciones plasmáticas de fludrocortisona pueden verse afectadas por varios factores, como la edad, la función renal y hepática, y la presencia de otras enfermedades.

### Distribución

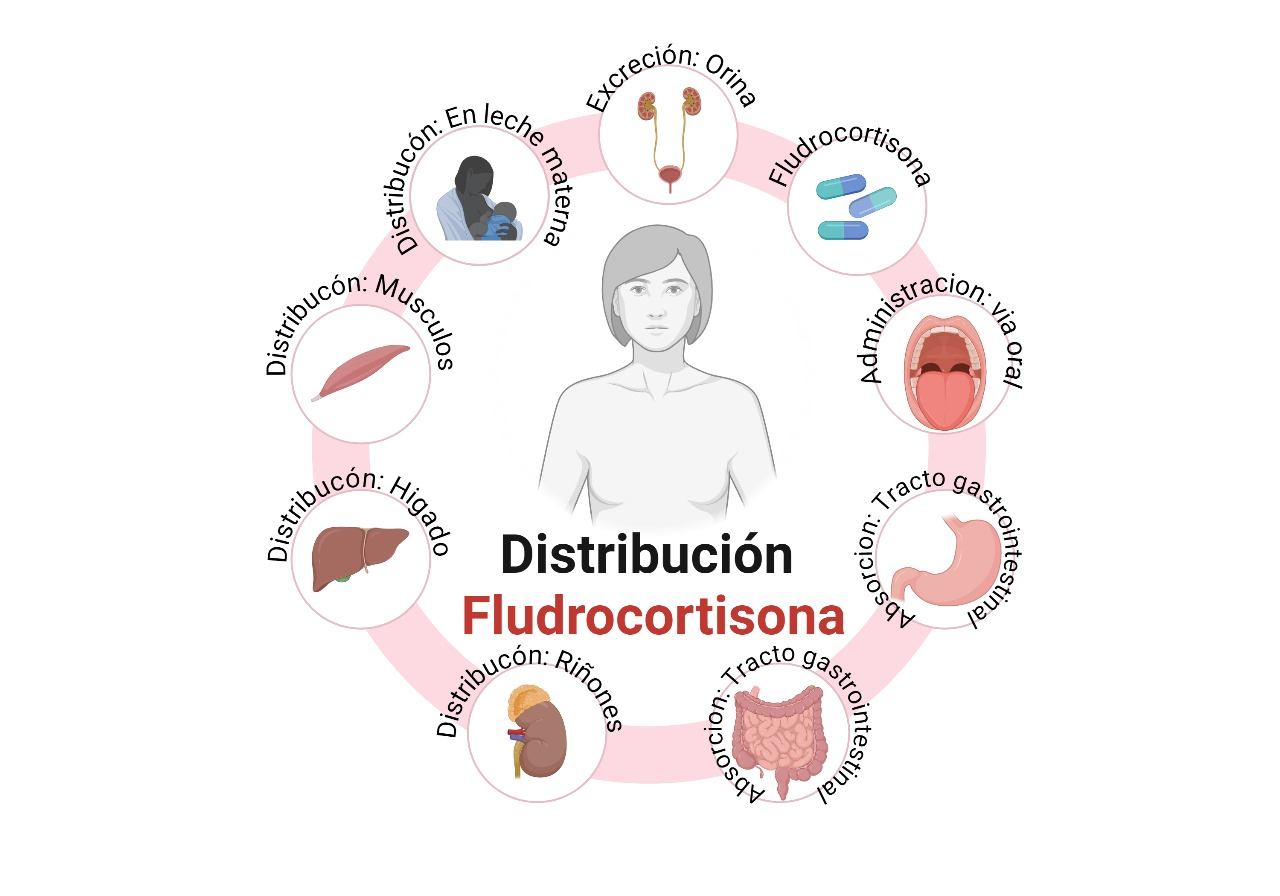
Explicación grafica de la distribución de la fludrocortisona en el organismo

La Fludrocortisona en gran medida se une a proteínas plasmáticas (aproximadamente el 45%), distribuyendose por todo el cuerpo pero existe una mayor concentración en el hígado, riñones y músculos, además al igual que otros corticoides tiene la capacidad de atravesar la barrera placentaria y distribuirse por leche materna.

### Metabolismo y metabolitos
La fludrocortisona se metaboliza principalmente en el hígado a través de dos vías principales:
- Hidroxilación: Se añade un grupo hidroxilo a la molécula de fludrocortisona en el carbono 6β o 20β. Los principales metabolitos de la hidroxilación son 6β-hidroxifluorocortisol y 20β-dihidrofluorocortisol.[1]

- Reducción: El grupo 20-cetona de la molécula de fludrocortisona se reduce a un grupo 20-hidroxi. El principal metabolito de la reducción es 20α-dihidrofluorocortisol. [1]

### Excreción
La vida media de eliminación plasmática de la sustancia inalterada en humanos adultos es de aproximadamente 1 hora tras su administración intravenosa, y entre 2 y 4 horas tras administración oral de 0,1 mg de fludrocortisona. La vida media de sus distintos metabolitos es de 4,8 horas. Estos valores están sujetos a una gran variación individual. El 80% de la sustancia activa es excretada a través de la orina en las 24 horas siguientes a la administración. Varios de los metabolitos se recuperan en la orina.

## Farmacodinamia
La fludrocortisona es un mineralocorticoide sintético que se indica para reemplazar la aldosterona endógena en condiciones que resultan en una síntesis endógena faltante o inadecuada. Actúa sobre los riñones para aumentar tanto la reabsorción de sodio como la excreción de potasio . Como sus efectos se ejercen a nivel transcripcional, una dosis única de fludrocortisona puede funcionar en el transcurso de 1 a 2 días a pesar de una vida media plasmática relativamente corta. Al igual que otros corticosteroides sistémicos, la fludrocortisona puede enmascarar signos de infección al deprimir la respuesta inmunitaria normal; las infecciones que ocurren durante el tratamiento con fludrocortisona deben tratarse rápidamente con una terapia antimicrobiana adecuada.

### Mecanismo de Acción
Los corticosteroides endógenos son secretados por la corteza suprarrenal; sus efectos son debidos a la modificación de la actividad enzimática en lugar de a una acción directa de la hormona inducida. La fludrocortisona imita las acciones de la aldosterona, un mineralocorticoide endógeno. Los mineralocorticoides facilitan la reabsorción de sodio y de iones de hidrógeno y promueven la excreción de potasio a nivel del túbulo renal distal. Pequeñas dosis orales producen una marcada retención de sodio y un aumento de la excreción urinaria de potasio con un aumento resultante en la presión arterial que se debe a la mayor actividad de la angiotensina y a la retención de líquidos. Dosis mayores pueden inhibir la secreción endógena adrenal cortical, la actividad del timo, y la excreción de corticotropina hipofisaria. También pueden promover la deposición de glucógeno del hígado y, si la ingesta de proteínas es inadecuada, inducir un balance negativo de nitrógeno. 

### Efectos farmacológicos
Este fármaco difiere químicamente de la hidrocortisona sólo por un átomo de flúor en el C9. Mediante esta 9α-fluoración se marca la diferencia entre el efecto glucocorticoide y el efecto mineralocorticoide, inclinándose hacia el efecto mineralocorticoide. 
El efecto de la fludrocortisona sobre el metabolismo electrolítico es aproximadamente 125 veces mayor que el del cortisol endógeno, su actividad en la gluconeogénesis y como antiinflamatorio es sólo 8 veces superior. Además, la fludrocortisona produce una sensibilización de los vasos a las catecolaminas, un incremento de la turgencia celular y un incremento del volumen sanguíneo.
En cuanto al balance de electrolitos la fludrocortisona produce una retención de sodio y agua en el riñón, junto con un incremento en la excreción de potasio debido al aumento de la expresión de los transportadores sodio-Potasio-ATPasa en el túbulo colector. Con los iones sodio, las moléculas de agua pasan desde la orina primaria hacia la circulación, incrementando de este modo el volumen de sangre y del fluido del tejido intersticial que se encuentra en equilibrio con el suero de la sangre 

### Interacciones Farmacológicas
| Fármaco                         | Resultados de la interacción |
| ------------------------------- | --- |
| Antiácidos                      | Se ha demostrado que la administración de fludrocortisona con inhibidores de la bomba de protones y antiácidos disminuye su absorción. El uso concomitante de anfotericina B, diuréticos y digoxina con fludrocortisona puede causar hipocalemia grave. |
| AINES                           | El uso concomitante de fludrocortisona con AINE puede aumentar el riesgo de enfermedad ulcerosa péptica |
| Warfarina                       | La fludrocortisona puede alterar la eficacia de la warfarina. Se deben controlar los niveles de TP/INR de los pacientes. |
| Agentes hipoglucemiantes orales | La fludrocortisona puede causar hiperglucemia, por lo que se deben ajustar las dosis de los medicamentos para la diabetes (metformina, glipizida, glimepirida, pioglitazona, linagliptina, insulina).                                                   |
| Inductores enzimáticos          | La administración de fenobarbital, fenitoína y rifampicina puede reducir los niveles de fludrocortisona en sangre. |
| Hormonas                        | Tomar estrógeno o análogo de testosterona masculina con fludrocortisona puede aumentar el riesgo de hinchazón. |
| Vacunas                         | Las propiedades inmunosupresoras de la fludrocortisona pueden comprometer la eficacia de la vacuna. Por lo tanto, se recomienda evitar las vacunas durante el uso de fludrocortisona.                                                                   |

## Usos

### Hipotensión ortostática
Durante un ensayo de fase II de no inferioridad doble ciego, aleatorizado, con control activo y cruzado, de doble centro sobre bromuro de piridostigmina para la hipotencion ortosatica en pacientes con Enfermedad de Parkinson. Los pacientes con  confirmada fueron asignados aleatoriamente a 3 × 60 mg/día de bromuro de piridostigmina o 1 × 0,2 mg/día de fludrocortisona durante 14 días antes del cruce. Obteniendo los siguientes resultados una mejora significativa del 37 % con fludrocortisona en el resultado primario de caída de la presión arterial diastólica en la prueba ortostática (valor inicial 22,9 ± 13,6 frente a bromuro de piridostigmina 22,1 ± 17,0 frente a fludrocortisona 14,0 ± 12,6 mmHg; P = 0,04), mientras que el bromuro de piridostigmina no tuvo ningún efecto. La fludrocortisona causó un aumento de la presión arterial sistólica periférica en decúbito supino del 11% (valor inicial: 128,4 ± 12,8 frente a bromuro de piridostigmina: 130,4 ± 18,3 frente a fludrocortisona: 143,2 ± 10,1 mmHg; P = 0,01), pero ningún aumento de la presión arterial media central en decúbito supino (valor inicial: 107,2 ± 7,8 frente a bromuro de piridostigmina: 97,0 ± 12,0 frente a fludrocortisona: 107,3 ± 6,3 mmHg; P = 0,047). La gravedad subjetiva de la HO, la puntuación motora y la calidad de vida no cambiaron con ambas intervenciones del estudio. Logrando concluir que el bromuro de piridostigmina es inferior a la fludrocortisona en el tratamiento de la Hipotensión Ortostática en la Enfermedad de Parkinson  

### shock séptico
según (7) se puede hacer una combinación de hidrocortisona y fludrocortisona con los cuales se logra modular la respuesta del huésped ante una infección, mejoraría los resultados clínicos de los pacientes con shock séptico, de donde se obtuvo que de los 1241 pacientes incluidos en el ensayo
- La mortalidad a los 90 días fue del 43,0% (264 de 614 pacientes) en el grupo de hidrocortisona más fludrocortisona y del 49,1% (308 de 627 pacientes) en el grupo placebo (P=0,03). El riesgo relativo de muerte en el grupo de hidrocortisona más fludrocortisona fue de 0,88 (intervalo de confianza del 95%, 0,78 a 0,99)
- La mortalidad fue significativamente menor en el grupo hidrocortisona más fludrocortisona que en el grupo placebo en el momento del alta de la UCI (35,4% frente a 41,0%, P = 0,04),
- En el alta hospitalaria se obtuvo (39,0% frente a 45,3%, P = 0,02)

Pudiendo concluir que la hidrocortisona más fludrocortisona disminuyó la mortalidad en comparación con el grupo placebo. Se puede revisar estudios similares en (8) y (9)

### Hipotensión Intradialítica
Durante un ensayo cruzado, aleatorizado y controlado de dos períodos en el Hospital de Lampang en pacientes estables de hemodiálisis crónica que experimentaron IDH >30%, en el cual participaron 17 pacientes con una edad media de 61,7 ± 14,8 años, de los cuales de manera aleatoria los pacientes recibieron una dosis única de 0,2 mg de fludrocortisona 30 minutos antes de cada sesión de hemodiálisis, o no recibieron tratamiento durante 4 semanas. Después de un período de reposo farmacológico de 2 semanas, los participantes cambiaron al otro tratamiento durante 4 semanas.
Los resultados arrojaron que la presión arterial media intradialítica más baja no fue diferente entre los que recibieron fludrocortisona y los que no recibieron tratamiento (76,1 ± 12,5 frente a 73,9 ± 11,5 mmHg, No hubo diferencias en la incidencia de IDH entre los dos grupos (34,4% en fludrocortisona frente a 42,7% en ningún tratamiento, p = 0,137). Sin embargo, en pacientes diabéticos y pacientes con función renal residual, la incidencia de IDH fue significativamente menor cuando recibieron fludrocortisona (30,8 vs. 52,6%, p < 0,001, y 27,6 vs. 74,3%, p < 0,001, respectivamente).

### Meningitis Tuberculosa
Se trata de un ensayo clínico aleatorizado, abierto y de un solo centro donde se buscaba evaluar seguridad y eficacia de la fludrocortisona en el tratamiento de la pérdida de sal cerebral en pacientes con meningitis tuberculosa. Los pacientes fueron asignados aleatoriamente en una proporción de 1:1 a grupos que recibieron solo solución salina o solución salina más fludrocortisona, así solución salina intravenosa al 0,9% con 5 a 12 g/día de suplementación de sal oral, con o sin la adición de 0,1 a 0,4 mg de fludrocortisona por día, además de un tratamiento estándar de 4 fármacos antituberculosos, prednisolona y aspirina. Se realizó un seguimiento de los pacientes durante al menos 6 meses.
Se escogieron 36 paciente de 93 candidatos posible, con una edad media de 30 años, donde el 52.8% eran hombre (19 hombres), los pacientes que recibieron fludrocortisona recuperaron los niveles séricos normales de sodio después de 4 días, significativamente antes que los que recibieron solo solución salina (15 días; P = .004). En un análisis por intención de tratar, la mortalidad hospitalaria, la discapacidad a los 3 meses y la discapacidad a los 6 meses no difirieron significativamente, pero ocurrieron menos infartos en la zona del borde profundo en el grupo que recibió fludrocortisona (1 de 18 [6%]) frente a los del grupo de control (6 de 18 [33%]; P = .04). La fludrocortisona se asoció con hipocalemia grave e hipertensión en 2 pacientes cada uno, y edema pulmonar en 1 paciente. Estas reacciones adversas obligaron a suspender la fludrocortisona en 2 pacientes.

### Otros
- Enfermedad de Addison.
- Síndrome ortostático e hipotonía muscular esencial acompañada de mareos, náuseas, disminución de la concentración.
- Tratamiento sustitutivo de la insuficiencia suprarrenal.
- Síndrome adrenogenital congénito con pérdida de sal

En las condiciones clínicas anteriores se puede prescribir de la siguiente manera 
Dosis y pautas de administración: Pediátrica
La dosis de fludrocortisona es superior en el periodo neonatal y disminuye a partir de los 2 años.
Dosis habituales:
- Neonatos y lactantes: 0.1 – 0.2 mg/día.
- Niños > 2 años: 0.05 – 0.1 mg/ día.

Para el caso del tratamiento del síndrome adrenogenital congénito con pérdida de sal, La Sociedad Americana de Pediatría recoge dosis iniciales de hasta 0,3 mg/día. 
Administración oral. La administración es en dos dosis diarias y el tratamiento es efectivo sólo si se ingiere sal simultáneamente. La fludrocortisona puede administrarse con comida para disminuir molestias gastrointestinales.

### Insuficiencia corticosuprarrenal primaria
La dosis habitual para la insuficiencia corticosuprarrenal primaria en adultos es de 0,1 mg diarios, que puede aumentarse a 0,2 mg diarios. Sin embargo, si se desarrolla hipertensión, la dosis debe reducirse a 0,05 mg por día. La dosis debe reducirse gradualmente hasta interrumpir el tratamiento. 

### Hiperplasia suprarrenal congénita
La dosis adecuada en pacientes adultos para la hiperplasia suprarrenal congénita con pérdida de sal es de 0,1 mg diarios.

### Efectos Adversos
| Sistema                  | Efecto |
| ------------------------ | --- |
| Sistema cardiovascular   | hipertensión (dependiente de la dosis; se ha descrito como un efecto adverso en niños que usan fludrocortisona para CAH, que se correlaciona con la actividad de la renina plasmática), retención de líquidos y edema (puede causar hinchazón de las extremidades inferiores), insuficiencia cardíaca congestiva. |
| Sistema nervioso         | Dolor de cabeza, aumento de la presión intracraneal, vértigo, cambio de comportamiento, convulsión. |
| Gastrointestinales       | Úlcera y perforación de estómago; la barrera protectora gástrica está alterada. |
| Endocrino                | Anormalidades menstruales, rasgos cushingoides, retraso del crecimiento en un niño, insuficiencia suprarrenal aguda en momentos de estrés. |
| Musculoesquelético       | Debilidad muscular, reducción de la masa muscular, aumento del riesgo de osteoporosis y fractura patológica, compresión vertebral, necrosis de la cabeza femoral. |
| Dermatológicos           | Aumento de la sudoración, mala cicatrización de heridas, hirsutismo, adelgazamiento de la piel, reacción alérgica grave. |
| Oftálmica                | Cataratas, glaucoma. |
| Metabólico               | Aumento de glucosa en sangre y orina, aumento de peso. |
| Alteración electrolítica | Hipocalemia grave, alcalosis metabólica |

### Contraindicaciones
La fludrocortisona está contraindicada en varias afecciones como: 
- Hipersensibilidad a fludrocortisona o alguno de sus componentes.
- Infecciones fúngicas sistémicas.
- Enfermedades que cursen con edema, insuficiencia renal, psicosis, diabetes, osteoporosis, o tromboembolismo.

### Advertencias y precauciones
Evitar la suspensión brusca de un tratamiento prolongado, ya que puede originar supresión del eje hipotálamo-hipófiso-adrenal y dar lugar a crisis adrenales. La dosis debe ser disminuida gradualmente.
Utilizar con precaución en pacientes con hipertensión, edema, fallo cardíaco o disfunción renal. Puede originar retención de líquidos.
Puede incrementar el riesgo de infecciones o disminuir la respuesta a las vacunas por un efecto inmunosupresor. Se requiere observación cercana en pacientes con tuberculosis (TBC) latente. Restringir su uso en TBC activa (sólo de forma conjunta con tratamientos antituberculosos).
Utilizar con precaución en pacientes con daño hepático, incluido cirrosis.
Los pacientes con intolerancia a lactosa o a la galactosa, insuficiencia de lactasa o malabsorción de glucosa o galactosa, no deben tomar este medicamento.

### Sobredosis
La toxicidad de cualquier fármaco depende de su actividad farmacológica. Dado que la fludrocortisona actúa sobre los receptores de mineralocorticoides, la toxicidad se manifestará como un exceso de actividad mineralocorticoidea, como hipertensión grave, edema sin fóvea, insuficiencia cardíaca congestiva, hipocalemia grave, alcalosis metabólica y aumento rápido de peso. Un informe de caso describe a una mujer de 41 años con diagnóstico de insuficiencia suprarrenal que desarrolló miocardiopatía de Takotsubo después del inicio de una terapia de reemplazo hormonal con hidrocortisona y fludrocortisona (0,3 mg/día). Cabe destacar que su función cardíaca mejoró significativamente después de una reducción sustancial de la dosis de fludrocortisona a 0,05 mg/día.

### Manejo de la sobredosis
No existe antídoto para la toxicidad de la fludrocortisona, por lo que el tratamiento conservador es la base del tratamiento. Se puede indicar reducción de la dosis, control estricto de la presión arterial y administración de suplementos de potasio.

### Presentaciones
Este medicamento se lo pueden encontrar bajo una presentación de comprimidos en tabletas 

### Dosis
La fludrocortisona está disponible en comprimidos de 0.1 mg. Habitualmente se indica en dosis crecientes desde 1 a 4 veces al día. Típicamente las dosis diarias para el reemplazo de mineralcorticoides están comprendidas entre 0.05 mg y 0.2 mg. Los niveles plasmáticos de renina, sodio y potasio son evaluados periódicamente para comprobar que se alcanza la dosis ideal.